# Gangsta's Paradise
Gangsta's Paradise er det andet album af den amerikanske rapper Coolio. Han udgav det i USA den 21. november 1995.

## Spilleliste
| #  | Titel                    | Producer(e)                                                | Optræder(e)                                           |
| -- | ------------------------ | ---------------------------------------------------------- | ----------------------------------------------------- |
| 1  | "That's How it is"       | Coolio                                                     | Coolio, Talkbox                                       |
| 2  | "Geto Highlites"         | Christopher Hamabe, Devon Davis                            | Coolio, 40 Thevz (bagrunds vokaler)                   |
| 3  | "Gangsta's Paradise"     | 2Pac                                                       | Coolio, LV, Trinna Simmons (backing)                  |
| 4  | "Too Hot"                | Brian Dobbs                                                | Coolio, J.T. Taylor                                   |
| 5  | "Cruisin'"               | Christopher Hamabe, Devon Davis                            | Coolio, Malika, Shaunna D. (backing)                  |
| 6  | "Exercise Yo Game"       | Jay Williams, Maurice Thompson                             | 40 Thevz, Coolio, E-40, Kam                           |
| 7  | "Sumpin' New"            | James Carter, Poison Ivey                                  | Coolio                                                |
| 8  | "Smilin'"                | Dominic Aldridge, James Carter, Reece Carter (co-producer) | Coolio, Baby G (backing)                              |
| 9  | "Fucc Coolio"            | Coolio                                                     | Coolio                                                |
| 10 | "Kinda High Kinda Drunk" | Dominic Aldridge, James Carter, Danny Taylor (co-producer) | Coolio                                                |
| 11 | "For my Sistas"          | Oji Pierce                                                 | Coolio, Lashann Dendy                                 |
| 12 | "Is This me?"            | Devon Davis                                                | Coolio, LV, Rated R                                   |
| 13 | "A Thing Goin' on"       | Oji Pierce                                                 | Coolio, Jeremy Monroe                                 |
| 14 | "Bright as the Sun"      | Oji Pierce                                                 | Coolio, Will Wheaton                                  |
| 15 | "Recoup This"            | Spoon                                                      | Coolio, Capucine Jackson (backing), P.S. (backing)    |
| 16 | "The Revolution"         | Brian Dobbs                                                | Coolio                                                |
| 17 | "Get up Get down"        | Brian Dobbs                                                | Coolio, Leek Ratt, Malika, P.S., Ras Kass, Shorty, WC |